# Katrin Budde

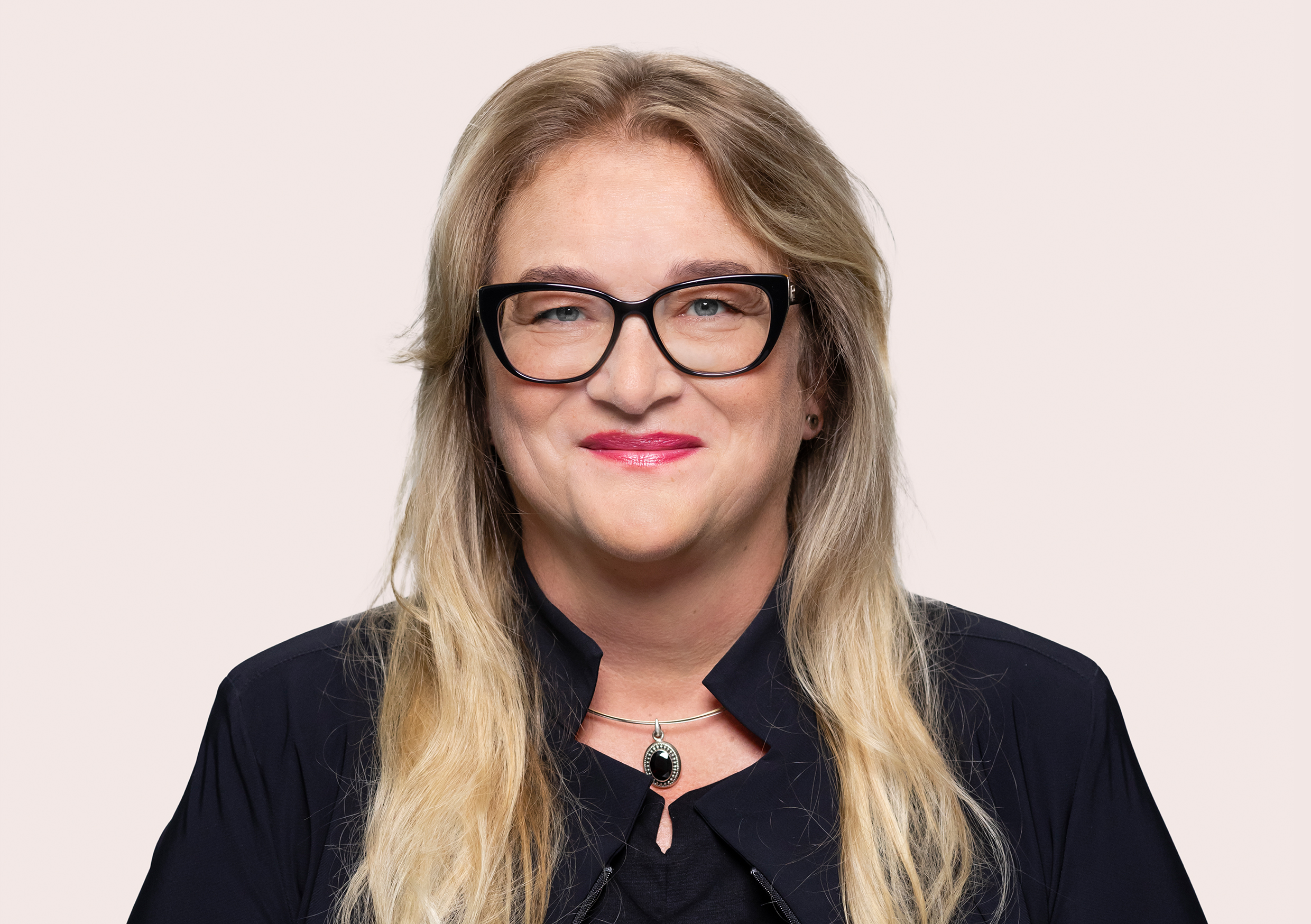
Katrin em 2021.

Katrin Budde (Magdeburgo, 13 de abril de 1965) é uma política alemã do Partido Social Democrata (SPD) que actua como membro do Bundestag pelo estado da Saxónia-Anhalt desde 2017.

## Carreira política
De 1990 a 2017, Budde foi membro do Parlamento Estadual da Saxónia-Anhalt.
Budde tornou-se membro do Bundestag nas eleições federais alemãs de 2017 e é membro da Comissão de Assuntos Culturais e Mídia.